# Tour de France 1920
14. Tour de France rozpoczął się 27 czerwca, a zakończył 27 lipca 1920 roku w Paryżu. Wyścig zdominowali kolarze belgijscy (zajęli siedem pierwszych miejsc na mecie w Paryżu), a zwyciężył po raz trzeci Philippe Thys (poprzednio triumfował w 1913 i 1914 roku). 

## Etapy
| Etap | Data       | Trasa                         | Dystans | Zwycięzca       | Lider wyścigu |
| ---- | ---------- | ----------------------------- | ------- | --------------- | ------------- |
| 1    | 27 czerwca | Paryż – Hawr                  | 388 km  | Louis Mottiat   | Louis Mottiat |
| 2    | 29 czerwca | Hawr – Cherbourg              | 364 km  | Philippe Thys   | Philippe Thys |
| 3    | 1 lipca    | Cherbourg – Brest             | 405 km  | Henri Pélissier | Philippe Thys |
| 4    | 3 lipca    | Brest – Les Sables-d’Olonne   | 412 km  | Henri Pélissier | Philippe Thys |
| 5    | 5 lipca    | Les Sables-d’Olonne – Bajonna | 482 km  | Firmin Lambot   | Philippe Thys |
| 6    | 7 lipca    | Bajonna – Luchon              | 326 km  | Firmin Lambot   | Philippe Thys |
| 7    | 9 lipca    | Luchon – Perpignan            | 323 km  | Jean Rossius    | Philippe Thys |
| 8    | 11 lipca   | Perpignan – Aix-en-Provence   | 325 km  | Hector Heusghem | Philippe Thys |
| 9    | 14 lipca   | Aix-en-Provence – Nicea       | 356 km  | Philippe Thys   | Philippe Thys |
| 10   | 16 lipca   | Nicea – Grenoble              | 333 km  | Hector Heusghem | Philippe Thys |
| 11   | 18 lipca   | Grenoble – Gex                | 362 km  | Léon Scieur     | Philippe Thys |
| 12   | 20 lipca   | Gex – Strasburg               | 354 km  | Philippe Thys   | Philippe Thys |
| 13   | 22 lipca   | Strasburg – Metz              | 300 km  | Philippe Thys   | Philippe Thys |
| 14   | 24 lipca   | Metz – Dunkierka              | 433 km  | Félix Goethals  | Philippe Thys |
| 15   | 27 lipca   | Dunkierka – Paryż             | 340 km  | Jean Rossius    | Philippe Thys |

## Klasyfikacja końcowa
| Lp  | Zawodnik          | Kraj    | Klasa | Czas         |
| --- | ----------------- | ------- | ----- | ------------ |
| 1.  | Philippe Thys     | Belgia  | 1     | 228h 36' 13" |
| 2.  | Hector Heusghem   | Belgia  | 1     | +57' 21"     |
| 3.  | Firmin Lambot     | Belgia  | 1     | +1h 39' 35"  |
| 4.  | Léon Scieur       | Belgia  | 1     | +1h 44' 58"  |
| 5.  | Emile Masson      | Belgia  | 1     | +2h 56' 52"  |
| 6.  | Louis Heusghem    | Belgia  | 1     | +3h 40' 47"  |
| 7.  | Jean Rossius      | Belgia  | 1     | +3h 49' 55"  |
| 8.  | Honoré Barthélémy | Francja | 1     | +5h 35' 19"  |
| 9.  | Félix Goethals    | Francja | 1     | +9h 23' 07"  |
| 10. | Joseph Van Daele  | Belgia  | 1     | +10h 45' 41" |